# Daw’s Castle
Daw’s Castle (oder Dart’s Castle oder Dane’s Castle) ist eine Wallburg auf den Klippen westlich von Watchet, einer Hafenstadt in Somerset, England. Es ist ein Scheduled Monument.
Der Name stammt von Thomas Dawe, der im Jahr 1537 Eigentümer des Grundstücks war.
Die Festung liegt auf einer in Ost-West-Richtung verlaufenden Klippe etwa 80 Meter über dem Meer auf einem spitz zulaufenden Landvorsprung, der im Süden vom Fluss Washford begrenzt wird, der bei Watchet, etwa 1 Kilometer östlich, ins Meer mündet. Die Wälle der Festung hatten einen Halbkreis gebildet, der sich an die steilen Klippen schmiegte, aber die Küstenerosion verringerte die Größe der Anlage, und spätere Zerstörungen durch Landwirtschaft, Kalköfen und die Straße B3191 führten dazu, dass heute nur noch etwa 300 Meter der Wälle sichtbar sind.
Die Festung könnte aus der Eisenzeit stammen, wurde aber von König Alfred dem Großen um 878 n. Chr. im Rahmen seiner Verteidigung gegen Wikingerangriffe vom Bristolkanal aus als Burh umgebaut und befestigt. Sie gehörte zu einer Kette von Festungen und Aussichtspunkten an der Küste, die durch die Heerstraße, eine Militärstraße, miteinander verbunden waren, die es Alfred ermöglichte, seine Armee entlang der Küste zu bewegen und die Bewegungen der Wikinger auf See zu überwachen.
Bei Ausgrabungen wurde eine erste Phase der Verteidigung mit einer gemörtelten Mauer vor einem Erdwall aus dieser Zeit entdeckt. Dann eine zweite Phase der Verteidigung im späten 9. oder frühen 10. Jahrhundert, ebenfalls gegen die angreifenden Wikinger.
In der Burghal Hidage von 919 werden dem nahe gelegenen Watchet 513 Hides zugeschrieben, was einem Verteidigungsumfang von 645 Metern entspricht. Es ist nicht klar, ob sich dies auf die Stadtmauern oder auf die Burg Daw’s Castle hoch oben auf dem Felsen bezieht.
Die angelsächsische Chronik berichtet von einem Überfall der Wikinger auf Watchet im Jahr 914, aber sie wurden mit großem Gemetzel besiegt … so dass nur wenige von ihnen entkamen, außer denen, die zu den Schiffen hinausschwammen.
Im Jahr 987 gab es einen Raubzug und im Jahr 997 einen weiteren, bei dem viel Unheil durch Brandstiftung und Totschlag angerichtet wurde.
Im Jahr 1035 wurde in Watchet eine sächsische Münzstätte eingerichtet, die sich wahrscheinlich innerhalb der Festung und nicht in der darunter liegenden Stadt befand.